# Studenca
Studenca – wieś w Słowenii, w gminie Kamnik. W 2018 roku liczyła 73 mieszkańców.